# Гадріан ван Нес
Гадріан ван Нес (нід. Hadriaan van Nes, 7 серпня 1942 — 9 жовтня 2024) — нідерландський академічний веслувальник.
Срібний призер Олімпійських Ігор 1968 року в складі розпашної двійки зі стерновим.
Чемпіон світу 1966 року в складі розпашної двійки зі стерновим.
Бронзовий призер Чемпіонату Європи 1965 року в складі розпашної двійки зі стерновим.